# Raní Kyrgyzové

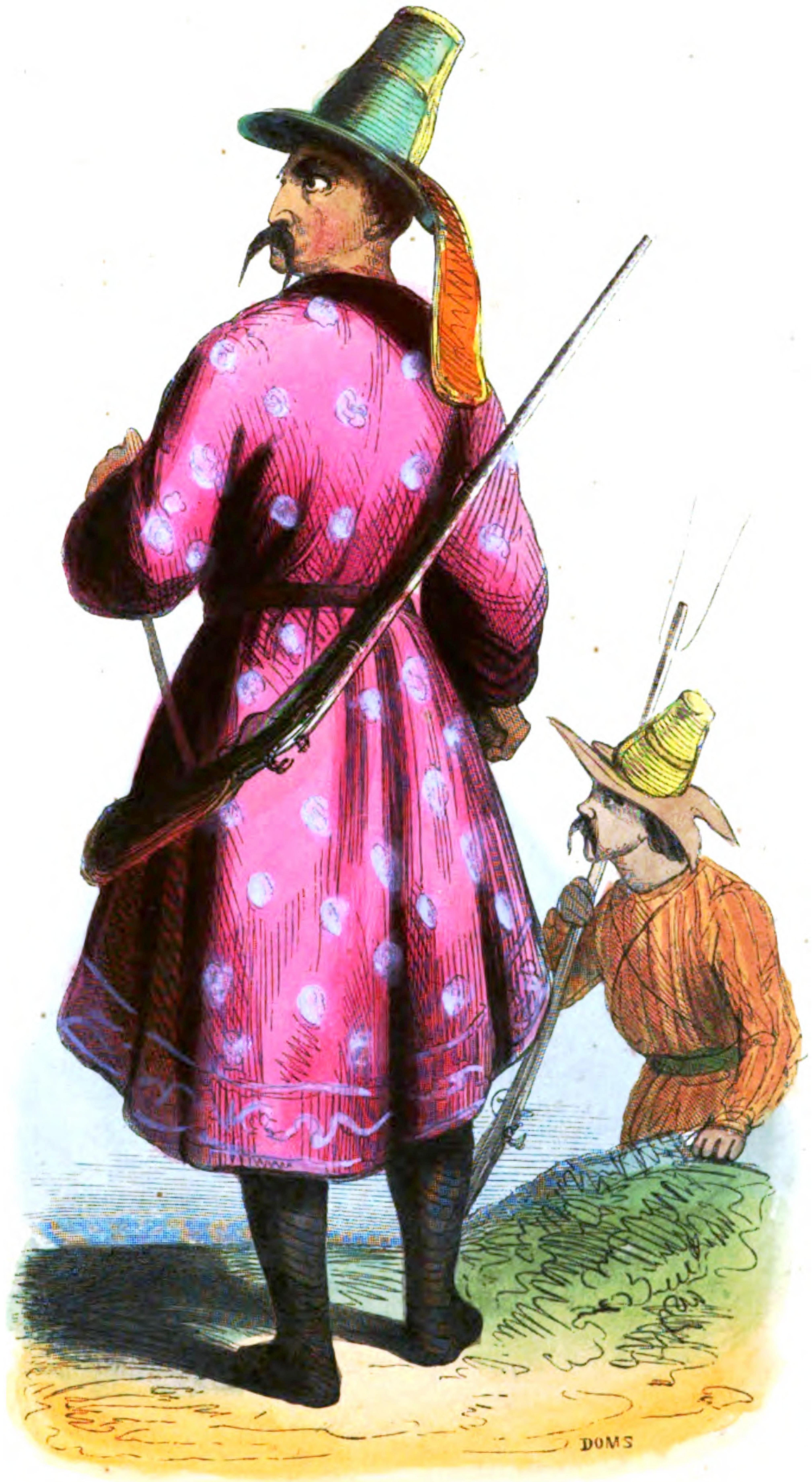
Kara-kirgizové (Kyrgyzové) z roku 1843

Raní Kyrgyzové (čínsky 堅昆, – 坚昆, – 黠戛斯, pchin-jinem gekun, – jiānkun, – xiajia si, obvyklou fonetikou: Ke-kchun, – Ťien-kchun, – Siaťia-s',) byli jedním ze starověkých sibiřských národů žijících v Tuvinské kotlině. Počátky kyrgyzské etnické skupiny spadají svými kořeny do konce 3. tisíciletí před n. l. a jsou spojené s územím Střední Asie. Období raných Kyrgyzů či Siaťia-s'ů dokládají záznamy v Ši-ťi a  Chan-šu. Raní Kyrgyzové byli předky Jenisejských Kyrgyzů. Roku 201 př. n. l. ustavili Siaťia-s'skou říši, jež byla od počátku vazalem asijských Hunů (Siung-nu). Říše zanikla vznikem nástupnického kaganátu Jenisejských Kyrgyzů (550 až 924). Většinou mluvili dnes zaniklou ranou kyrgyzštinou (jenisejsko-kyrgyzský jazyk), jež byla historickou oguzskou větví turkických jazyků. V současnosti je kyrgyzština přiřazena do skupiny jazyků Šahz, obecně nazývaných Turkic-i Kadım, (východní nebo kypčacko-kyrgyzské jazyky) z větve kypčackých jazyků. Raní Kyrgyzové byli manichejci.

## Etymologie a původ
Dávné migrace národů jsou pokaždé spojeny s etnickými změnami v jejich prostředí. Písemné prameny jsou vzácné, jedním z hlavních problémů je, že ve stejné době (nebo téměř současně) potkáváme různé etnické skupiny se svébytným životem a jedinečnou kulturu, které jsou od sebe oddělené tisíci kilometrů, ale jak se ukázalo, mají společný název – „Kyrgyz“. Není pochyb o tom, že původ Kyrgyzů sahá hluboko do starověku.

Jako reakci na jednu z kardinálních otázek světové historie řekl sovětský orientalista, historik a etnolog Lev Nikolajevič Gumiljov (1912–1992): 
| „                          | ...ne, nebyla a nemohla být etnická skupina, pocházející z jednoho předka. Všechny tyto etnické skupiny mají dva a více předků, jako všichni lidé mají otce a matku... | “ |
| — Lev Nikolajevič Gumiljov | |   |

Znalosti o původu Kara-kyrgyzské národnosti (Kyrgyzů) jsou v současné fázi vývoje vědy  následující:
Neocenitelným zdrojem prokazujícím turkofonnost kmenů „Saků“ je onomastický materiál s analogiemi na územích s turkofonním obyvatelstvem, kde ve starověku žili Skytové. Jedním z těchto materiálů je etnonymum „Sak“. Etnonymum „Sak“, a jeho varianta „Šak“, který je široko rozšířený mezi turkofonními národy, je Turko-perské slovo „Saka“ (řecky „Sacae“), s významem „nosič vody“, nebo spíše stejně významové „S'k“ → „Skyth“ řecky „S'k“ → „Sak“, kyrgyzsko-kazašsky (Kazaši) „Šagy“, kara-kyrgyzsky (Kyrgyzové) „Sake“, „Saká“, oguzsky (Turkmeni) „Šaklar“, uzbecky „Šakaj“. Tento etnonym v tvaru „Sacha“ je vlastní jméno „Jakutů“, jednoho z Turkických národů. Čaga je název klanu podskupiny kmene Solty Kyrgyzů.
Etymologie z etnonymem „Sak“ je dobře osvětlena v knize D. Ajtmuratově : „Turkická etnonyma: Karakalpak, Kara-kalpak kmen, Cirkassi, Baškurt, Kyrgyz, Ujgur, Türk, Badžanak, Skyt, Massaget, Saka“.
V čínských zdrojích byli Sakové nazýváni čínsky 塞 pchin-jinem Sai, obvyklou fonetikou: „Saj“ (Sak → Sek → Sək). Starověké ethnonymum „Sak“ je také zaznamenáno ve směsi etnonyma Kıpsak → (Kıpčak), známého ještě mezi 3. a 2. stoletím př. n. l., a baškirské příjmení Sakajev, Sakin, Šakibajev, Šagejev i ženské jméno Sekine → Sakina jsou tvořeny z tohoto etnonyma. E. Kojčubajev je toho názoru, že Šaga odkazuje na jméno turkického klanu.

Jak říká N. A. Aristov: 
| „                                                                           | ...hlavní masa starověkých turkických kmenů které kdysi obsadili západní Ťan-šan pod názvem „Saka“ (Sa → Se → So), ukončila svou existenci v Indii, zanechávající stopu v západním Ťan-šanu u Kara-kirgizské (Kyrgyzové) generace Sajaků a u Jenisejské (Chakasové) generace Sagajců | “ |
| — N. A. Aristov „Notes on ethnic composition of Türkic tribes and nations“. | |   |

Původ raných Kyrgyzů je třeba hledat v potomcích části Saků a z větší části Ting-lingů, což byl starověký sibiřský národ, v průběhu času žijící na územích táhnoucích se od Bajkalského jezera přes Sajanské hory a Minusinskou kotlinu a poté v severozápadních oblastech Altajských hor až po střední Irtyš. V procesu vzájemného mísení části Soů a Ting-lingů se pak pravděpodobně v manželských svazcích vyčlenil národ, který se rozdělil do čtyř kmenů: Kubandy (Koman), Ke-kchun (Kirgiz), , Ču-kiši (Čuj Hun) a Tchu-ťüe (Türk). Ke-kchuni pobývali v současném severozápadním Mongolsku. Ting-lingové žijící v sousedství s Ke-kchuni se dožili nejstaršího přepisu Kyrgyz.
Rané Kyrgyzy lze vysledovat v jižní Sibiři, v kultuře Karasuk (Prototurci a Protojenisejci) z období mezi 1500 př. n. l. až 800 př. n. l., kultuře Tagar (Skythové) z období mezi 7. a 3. stoletím př. n. l., a poté v kultuře Taštyk z období mezi 1. a 4. stoletím.
Období raných Kyrgyzů se také uvádí podle doložených záznamů ze „Ši-ťi“ a „Chan-šu“. Čínská kronika „Žou-šu“ z roku 636 , uvádí že v roce 320 př. n. l., v době vlády dynastie Čou (1045 př. n. l. – 256 př. n. l.), žili na jih od pohoří Altaj asijští Hunové (Siung-nuové) a na severu lid Soů (Šakové).
Charakteristickými rysy raných Kyrgyzů té doby byly zrzavé vlasy, modré oči a zdravě ruměné tváře. Obličej měli podobný národu So  (Šakové). Také podle pozdější legendy o Li Lingovi, jenž byl generálem dynastie Chan (206 př. n. l. – 220), byli rudovlasí. Vedli především kočovný způsob života, věnovali se rybaření a lovu, ale také v malé míře zemědělství. Propast mezi bohatými a chudými byla příčinou vzniku třídních protikladů, ale stále se udržovaly velmi silné pozůstatky primitivní společnosti. Jejich konfesním vyznáním byl teismus, nazvaný „sladký“, v kombinaci s počátečními prvky šamanismu a tengrismu.
Pod vedením kyrgyzského klanu (jenisejští Kyrgyzové), byl vytvořen stát, v čínských zdrojích nazýván kaganát Ťie-ku, nebo v západní literatuře, kaganát Jenisejských Kyrgyzů  (550–924). Rasový typ Kyrgyzů (Jenisejští Kyrgyzové) tohoto období je neznámý, ale pravděpodobně byl stejný jako u starověkých zástupců Ting-lingské europoidní rasy Střední Asie. Nicméně řada vědců věří, že v centru Ting-lingů, alespoň v menší míře v 1. století byly i turkofonní kmeny.
Kyrgyzové (Jenisejští Kyrgyzové) byli kočovní pastevci, věnovali se ale i zemědělství. Jejich runové písmo (Jenisejská abeceda) na severu bylo podobné tomu, které k záznamu textů používali Ujgurové. Písmo pak bylo přeneseno k jejich jihovýchodním sousedům etnickým Turkům (orchonská abeceda). Zanechali po sobě četné nápisy na kamenných stélách, psané starotureckým runovým písmem.
O jejich etnonymu Kyrgyz, jež je nejstarší vlastní název z turkických národů, je mnoho rozporuplných teorií: V hrdinském dastanu Manas z 9. až 10. století se jako první uvádí teorie o Manasových případných předchůdcích „kırk-bala“ → „čtyřicet dětí“, což byli božští chlapci i se svou komunitou. Samotný Manas byl také v turkických jazycích nazýván „kırk-čör“ → „čtyřicet hrdinů“. V díle Badaī at-tavārīkh jsou Kyrgyzové (Jenisejští Kyrgyzové) nazýváni Az. Etnonymum Kirgiz, které se skládá ze dvou slov kırk + as, je spojené s etnickým nebo geografickém termínem Az, nebo také Uz, čili „kırk-as → „čtyřicet Azů“ nebo „kırk-us“ → „čtyřicet Uzů“. Lidová etymologie tohoto termínu nás také dovede k legendě o původu Kara-kyrgyzského lidu od „kırk-kız“ → „čtyřicet dívek“.
V „Madzhmū at-tavārīkh“ je mezi skupinami domorodých Kyrgyzů (Jenisejští Kyrgyzové), západně od Altaje, uveden kmen „Telёs“. . V této době se část „Telёsů“ stala jedním z historických předchůdců současných Kyrgyzů, kteří nadále až do dnes tvoří tuto skupinu. O „Telёsích“ také hovoří muslimské dílo z 18. století jako o příslušnících armády Arzu Muhammed-beka při jeho válečném tažení proti Jarkendu. .

### Hlavní fáze etnogeneze Kyrgyzského národa
V základních pojmech starověké a středověké historie původu národů Žety-su (Sedmiříčí) a Ťan-šanu jsou poměrně kompletní studie. Na základě přijatého stanoviska většiny kyrgyzovědců o složení Kirgizskho (Jenisejští Kyrgyzové) národa ze dvou hlavních částí: sibiřsko-středoasijského a místního středoasijského, autoři identifikovali tři hlavní epochy v historii normalizace Kara-kirgizské (Kyrgyzové) etnické skupiny:

#### 1.) Antická doba Starého Orientu – starověk
Sakské, Sako-Wu-sunské a Siung-nuo-Wu-sunské období v Ťan-šanu;

V 1. tisíciletí př. n. l. byla tato historie charakterizována tím, že kombinuje do jedné populace potomků pozdní doby bronzové různé íránofonní Sakské kmeny, které podle vnějšího vzhledu patřili k europoidnímu, Pamíro-Ferganskému typu. Pouze na jednotlivých střepinách antropologové vysledovaly stopy mongoloidnosti středoasijského původu, přičemž u žen častěji než u mužích. To potvrzuje historicky nedávné, mechanické míšení dvou rasových typů. Celkový etnický proces v Žety-su (Sedmiříčí) a Ťan-šanu v 1. tisíciletí př. n. l., který souvisel s invazi zdejších Asijských Hunů (Siung-nuové) a s nimi souvisejících kmenů, se vyvinul směrem k Turkizaci íránofonní populace .
První zmínka o nich je v písemných pramenech ze začátku 3. století př. n. l., přesně z roku 201 př. n. l.. Označení jako samostatný kmen (nebo skupina kmenů), se objevili ve Střední Asii daleko od bydlišť svého lidu dnešní doby. Trvalo pěkných pár staletí, než Kirgizský (Jenisejští Kyrgyzové) lid našel svou vlast v současných hranicích.
V 2. století se procesy konsolidace a integrace vyskytovali v rámci Wu-sunské říše. Zatímco Wu-sunský jazyk je nejasného původu, ačkoli ho vědci (P. Golden a C. Findley) považují za íránský, je tam mnoho stoupenců teze o jeho turkofonnosti. Potomky Wu-sunů, kteří vypadají velmi odlišně od zbytku populace Střední Asie, považují za rusovlasé, modrooké Turky. Ve Wu-sünské říšy (sün → hun → „sluneční klan“), jež tam převládaly východo-íránofonní Sakové a Jüe-č’ové (Tocharové → Kušáni), se značně zvětšila složka mongoloidního etnika.
Některé starověké kmeny Saků a Wu-sunů do jisté míry sloužili při tvorbě, zaznamenané později (přes sérii transformačních procesů) v struktuře, národnosti Raných Kyrgyzů.
Jak už název napovídá, Raní Kyrgyzové již na konci 3. století byly turkofonní a spolu s ostatními kmeny tvořily svébytné pro-turecké etnické a kulturní centrum Střední Asie a jižní Sibiře. Původně zabírali území severozápadního Mongolska, snad v blízkosti jezera Kyrgyz nor (Chjargas núr), a poté se přesunuli k řece Chem (Jenisej), v Minusinské kotlině, kde podle údajů čínských písemných zdrojů, se smíchali s Ting-lingy.
Takzvaná Taštykská archeologická kultura, zejména její poslední fáze (3.–4. století), spolu s tradičními prvky středoasijského původu, souvisí s přesídlováním Raných Kyrgyzů. Má se zato, že kromě toho, při formování Taštykské kultury, vedle Ting-lingů a Raných Kyrgyzů, se zúčastnily přistěhovalci z Tuvy, centra Kokelské kultury, jejichž etnický původ není zcela znám. Většina stejných výzkumníků je zahrnuje k Asijsko Hunským (Siungnuové) kmenům. Pouze v 3.–5. století místní a příchozí vnější části se shromáždily a vytvořily základ kultury Raných Kyrgyzů ale až konglomerát přistěhovalců a místních kmenů se stal etnickým základem jejich formace.

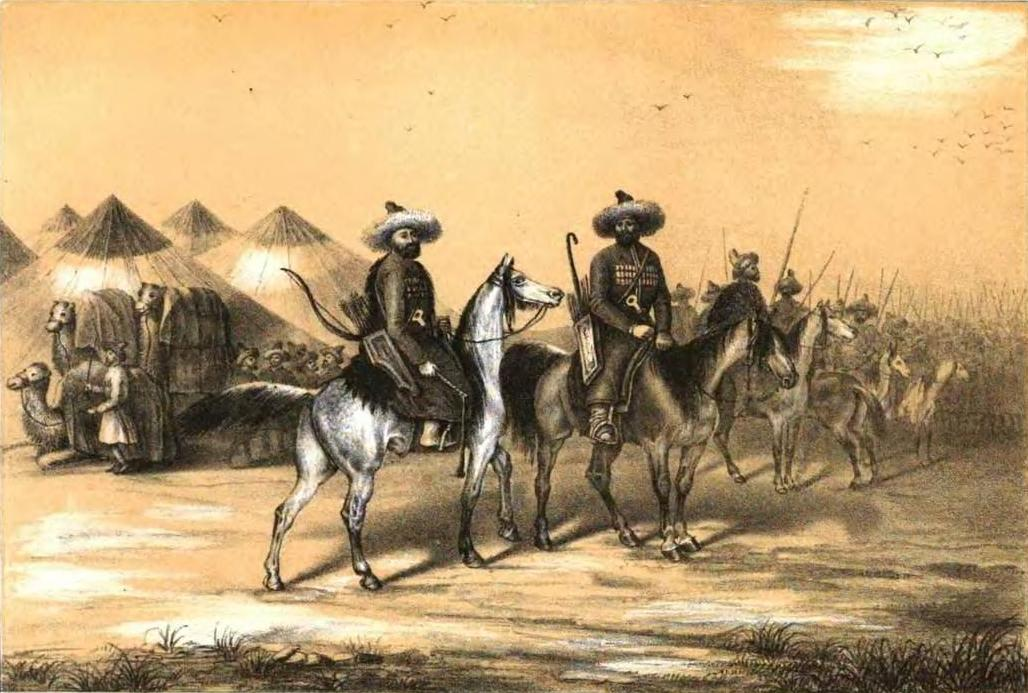
Kirgizové (Jenisejští Kyrgyzové)

#### 2.) Raný středověk
Kyrgyzské, Turecké, Turko-Karlucké a Kalukokarachánské období na Jeniseji a v Ťan-šanu;

Jak již bylo uvedeno, etnická historie raně středověkých (5 – 11. století) Kirgizů (Jenisejští Kyrgyzové) v písemných zdrojích je osvětlená velice nedostatečně. Vědci předkládají šest místních variant kultury Kirgizů (Jenisejští Kyrgyzové) 9.–10. století: minusinskou, tuvinskou, altajskou, východokazachstánskou, krasnojarsko-kanskou a přibajkalskou. Nyní je prokázáno, že etnonymum Ke-kun, Kjan-kun, Čchiku, Cch'iku, Keku, Čchekusy, Chjakasy, nacházející se v různých čínských análech, jsou diachronní fonetické varianty téhož ethnonyma „Kyrgyz“ (Jenisejští Kyrgyzové). Vzhledem k tomu, endoethnonym lidí v několika odlišnostech, ale přizpůsobivých fonetickými varianty, je nalezený v řeckých („Cherchis“, „Cherchir“ – 6. století), rano-tureckých („Kyrgyz“ – 8. století), arabsko-perských („Kergis“, „Chirgiz“, „Kyrgyz“, „Chyrchyr“, atd. – 9.–13. století) zdrojích.
Tady ještě v 10.–11. století se vyvíjelo ethno-politické uskupení, které zahrnovalo místní Kimacko-Kipčacké a vládnoucí Kirgizské (Jenisejští Kyrgyzové) kmeny, přemisťující se sem z Jeniseje;
po 12. století se náležité Kirgizské (Jenisejští Kyrgyzové) kmeny zcela asimilovali do životního prostředí Kipčaků, nicméně s propůjčeným etnickým jménem „Kyrgyz“. Rašíd al-Dín Hamadání se zmiňuje, že držení Altaje v moci Kirgizů (Jenisejští Kyrgyzové), spolu s řekou Kem-Kemčigut (Malý Jenisej) u Chemu (Jenisej), existovala na začátku éry mongolských invazí. Později, po ztrátě své politické jednoty, se kmeny Altajštích Kirgizů (Jenisejští Kyrgyzové) stali součástí Mogolistánu.

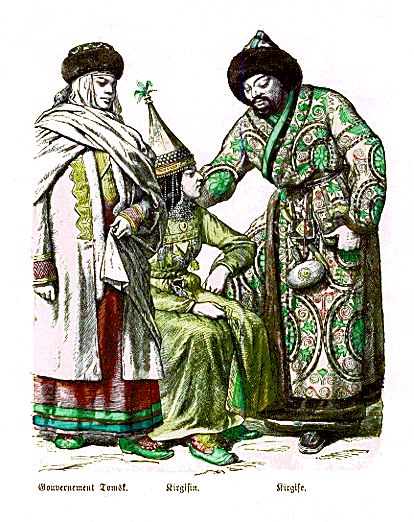
Kara-kirgizská (Kyrgyzové) žena a muž z roku 1861 z Tomskské gubernie

#### 3.) Pozdní středověk
Kimacko-Kyrgyzské, Mongolo-Kyrgyzské a Kyrgyzské období v Altaji, Irtyši a v Ťan-šanu.

Centrum etnogeneze Kirgizského (Jenisejští Kyrgyzové) lidu v počáteční fázi tohoto složitého období (14–15. století) bylo umístěno v západní části Mogolistánu, včetně Přiirtyší, Severního a Horního Altaje. V procesu integrace zbytků starotureckých a mongolských kmenů, v rámci této duální etnopolitické struktury postupně vyzrávalo etnické povědomí těch druhých, což našlo reflexi v nových možnostech kmenů a lidových Kara-kirgizských (Kyrgyzové) genealogických pověstí („Madzhmū at-tavārīkh“), a v duálních názvech některých kmenových sdružení (Kirgiz-Kipčak, Kirgiz-Kitan atd.).

## Historický vývoj
Když zemřel Tuo Men-šan-jü (240 př. n. l. – 209 př. n. l.) zasedl na trůn nově založené Siung-nuské říše jeho syn Bagatur Mao Tun  (Oguz kagan) (209 př. n. l. – 174 př. n. l.). Raní Kyrgyzové byly v Chan-šu záznamech z období dynastie Chan (206 př. n. l. – 220) nazývání Ťien-kchun nebo Ke-kchun a Siaťia-s'. V roce 201 př. n. l. ustavili Siaťia-s'skou kočovní říši. S'-ma Čchien, (145 nebo 135 př. n. l. – 86 př. n. l.), ve svých „Zápiscích (Ši-ťi)“ zmiňuje, že téhož roku byly spolu s Činča (Kuj-še)  také Ke-kchuni mezi prvními, kteří byli zařazeni do seznamu podrobených národů Mao Tunem.
V roce 99 př. n. l., kmeny Asijských Hůnů (Siung-nuové) kteří do té doby Chany napadaly ze severu, byly vytlačeny generálem Li Lingem, vnukem generála Li Kuanga, jež byl pověřen císařem Liou Čche (Wu-ti)  k vojnovému tažení, během kterého se dostal do léčky a následně byl se svými vojáky zajat. Po této porážce pak přeběhl k Asijským Hůnům (Siung-nuové).Jako reakci, Wu-Ti započal represi na jeho rodinu. Represe ovlivnila také slavného historika S'-ma Čchiena, který byl kvůli obhajobě generála Liho uvězněn a poté také vykastrován. Li žil mezi Asijskými Huny (Siung-nuové) do konce svého života (74 př. n. l.), zasvěcujíc je čínským technikám války.

### Válečné tažení k západu
Spojenectví Ting-lingů ze severu s Wu-chuany z východu a Wu-süny ze západu vedlo v roce 69 př. n. l. k útoku proti Asijským Hunům a k jejich následné porážce. Jako kořist přivedli Ting-lingové do Minusinské kotliny tisícky dalších Ke-kchunů, mezi nimiž byly také Liho lidé. O dvacet let později, v době první Siung-nuské občanské války pobýval Čıčı (Luanti Chutuwuši) (55–36 př. n. l.) , spoločne se svým lidem na severu a na západě, v sporu s jeho mladším bratrem samozvaným 14. šan-jü Asijských Hunů, Chuchansiem (Luanti Ťichotan) (58–31 př. n. l.) , jako odštěpencem, který se zdržoval na jihu. Tehdy se situace obrátila, jelikož Chutuwuši porazil a podřídil si Ting-lingy a Ke-kchuny, z nichž pak vytvořil o mnoho větší hordu. Po tomto vítězství se jeho horda rozrostla v počtu také díky dezerci rodin z Ťichotanového lidu. Jeho hlavní město leželo v zemi Ke-kchunů. Problém nastal když některá knížata z Siung-nuských kmenů neuznala a odmítla snášet Chutuwušiho vůdcovství a tak zůstala ve svých starých sídlištích. Siung-nuská konfederace se poprvé rozdělila na západní a východní.  Západním Siung-nuům vládl Chutuwuši, zatímco východní podléhali Ťichotanovi. Chutuwuši pak začal první fázi pohybu k západu v naději znovuvytvoření své říše.
Podle Diviše Periegetese již v 1. století př. n. l., Hunové (Evropští, Kavkazoidní? – Asijští, Mongoloidní?) dominovali všem zemím kolem Kaspického moře. . Na přelomu 1. století se Altınobská horda, jež předcházela prabulharskému knížectví Altınoba, nacházela v stepích severně od Černého moře. Ve svých spisech se Tacitus zmiňuje prý její území dosahovalo obrysů Kaspického moře. Ve své mapě „Orbis terrae descriptio“ z roku 139 Diviš Periegetes zobrazuje Huny (Unni), Kaspiány, Massagety, Saky, Alany, Skythy, Hyrkány, Sarmaty a Tauary. Mapuje a hovoří že v roce 124 na severozápadní straně od Kaspické moře žijí Skythové, Hunové, Kaspiáni, Albánci a Kadusové Dále píše:

| „                                                | …Hunové pobývají v blízkosti Dněpru ve Východní Evropě… | “ |
| — Dionysius Periegetes „Orbis terrae descriptio“ |                                                         |   |

Nazývá je „Chuni“ a „Suni“. Název Chuni je národní označení klanu, zatímco Suni je pravděpodobně pojmenování odvozené od jejich vládce Senüho.

### Útěk k západu
Zakladatelem, a prvním šan-jüem říše Severních Siung-nuů (48–216) nad oblastí západní části Střední Asie a jižní Sibiře se stal Chutoerši Takažutiho (Luanti Jü) (18–46) syn Punu. Jižním Siung-nuům pak vládl jeho příbuzný Chajlušı Čuti (Luanti Pi). Oba pocházeli z východních Siung-nuů, a byli potomkové Ťichotana.
Po úspěšném tažení armády čínských Chanů, v roce 89, byla říše Severních Siung-nuů rozvrácena. Po bitvě u Ich Bajan kterou vedl čínský generál Tou-sien  (zemřel 92) se Pej-šan-jü  (88 -?) snažil vyjednat mír. V roce 93 byla nastartována druhá fáze stěhování Asijských Hunů k západu (93 až 380). Severní Siung-nuové utrpěli první větší porážku od Sien-piské konfederace  a začali postupné stěhování západním směrem (93–380). Již v roce 97 armáda čínských Chanů, sice na krátký čas, dosáhla pobřeží Kaspického moře, a mezi lety 155 až 166 provedla Sien-piové, pod vedením Tan Šı-chaja , řadu válečných tažení proti dominantnímu postavení Severních Siung-nuů. To vedlo Siung-nuy k hlavní porážce a k ukončení jejich dominance ve vnitřní Asii, jako významné mocnosti. V roce 185 zasahovalo území Žuan-žuanských kmenů (pozdější Turkoavaři), jež byly pod svrchovaností Jižních Siung-nuů, od severozápadních hranic tehdejší Číny do pohoří Altaj, který byl v moci Severních Siung-nů.
Kirgizská step nese pojmenování po tomto etniku Kirgizů (Jenisejští Kyrgyzové), které v rané historii pobývalo na tomto prostoru Střední Asie a západní Sibiři.
Orientační datování Jenisejské abecedy z 2.–3. století je podle Friedricha Wilhelma Radloffa, P. Melioranského a S. E. Malova starší než srovnávací Orchonské abecedy datované do 5. do 6. století. Od 3. století se Raní Kyrgyzové postupně staly manichejci.
V roce 550 vznikl polyetnický stát Jenisejských Kyrgyzů v Minusinské kotlině: s převládajícím turkickým jazykem byly někteří členové považovány za Něneckou skupinu z Uralské jazykové rodiny. V 6. až 7. století byly v Ke-kchunském státě široce rozšířené pozlacené dřevěné sochy zvířat a postroje na koně s rostlinným zdobením.
Protože pozdější Tchangská královská rodina Liovců rovněž prohlašovala svůj původ od Li Kuanga, byli Kirgizští (Jenisejští Kyrgyzové) kagani, počínaje Kujmaem (Šıpoku Ačan)  (643–680) uznáni za členy rodiny říše Tchang (618–907).